# Nowowoskresenśke
Nowowoskresenśke (ukr. Нововоскресенське) – wieś na Ukrainie, w obwodzie chersońskim, w rejonie berysławskim. W 2001 liczyła 1606 mieszkańców, spośród których 1544 posługiwało się językiem ukraińskim, 48 rosyjskim, 11 mołdawskim, 2 białoruskim, a 1 niemieckim.